# 335
Cette page concerne l'année 335  du calendrier julien. Pour l'année 335 av. J.-C., voir 335 av. J.-C. Pour le nombre 335, voir 335 (nombre).
L'année 335 est une année commune qui commence un mercredi.

## Événements

### Empire romain (règne de Constantin1er): vie politique et sociale
- Mars-juillet : Constantin séjourne à Constantinople[1].
- 25 juillet, Nicomédie : l'empereur fête ses tricennalia et l'évêque Eusèbe de Césarée prononce son éloge[2].
- Août-septembre : Constantin séjourne en Pannonie et en Macédoine[1].
- 18 septembre : Flavius Dalmatius est élevé au rang de César[3], avec le contrôle de la Thrace, de l'Achaïe et la Macédoine (fin en 337).
- 23 octobre : Constantin passe à Nicopolis d'Épire, puis rentre à Constantinople en novembre[1].

### Empire romain: affaires religieuses
- 11 juillet : l’évêque Athanase quitte Alexandrie pour se rendre au concile de Tyr réuni par Constantin Ier[4].
- 13 septembre : consécration de la basilique du Saint-Sépulcre à Jérusalem par les évêques réunis à Tyr.
- Ouverture à Jérusalem d’un concile qui réhabilite Arius[5].
- 7 novembre : à Tyr, les partisans d’Eusèbe de Césarée et les mélétiens déposent Athanase d'Alexandrie pour ses agissements contre les Mélétiens. Il est exilé à Trèves (jusqu'en 337)[4].

### Hors de l'Empire romain
- Inde : début du règne de Samudragupta, râja Gupta du Magadha, fondateur d’un vaste empire dans la plaine du Gange (fin en 375)[6].

## Naissances en 335
- Flavius Rufinus (parfois appelé Rufin), préfet du prétoire de l'empereur romain Théodose Ier et régent de l’empire romain d'Occident pendant la  minorité d'Honorius.  († le 27 novembre 395).
- Magnus Maximus, empereur romain.

## Décès en 335
- 31 décembre : Sylvestre Ier, pape.